# دانيال جاي كيم
دانيال جاي كيم (بالإنجليزية: Daniel J. Kim)‏ هو مصرفي الاستثمار ‏ أمريكي، ولد في 25 مايو 1976 في سول في كوريا الجنوبية.